# Lisa Tunell
Lisa Tunell, född 3 april 1905 i Sveg, död 22 februari 1992 i Stockholm, var en svensk sångerska, som verkade som kontraalt (mezzosopran.

## Biografi
Tunell utbildade sig vid Kungliga Musikkonservatoriet 1927-1931 under John Forsell, och var studiekamrat med bland andra Jussi Björling. Hon debuterade 1933 på Kungliga Teatern, och verkade under 1930- och 40-talen som solist i Sverige, Tyskland och Wien. Hon medverkade i operauppsättningar tillsammans med bland andra Birgit Nilsson, Hjördis Schymberg, Sigurd Björling och Gösta Bäckelin under olika världsdirigenter som Wilhelm Furtwängler, Albert Wolff och Malcolm Sargent. Gunnar Ahlberg var ofta hennes ackompanjatör på piano. Tunell hade en stor beundrare i tonsättaren Ture Rangström, som också dedicerade ett sångstycke till henne. År 1950 sjöng Tunell sånger av Gustaf Nordqvist och Josef Eriksson på svenska i Vatikanradion för uppskattningsvis 20 miljoner lyssnare, och vid besöket i Vatikanen hade hon audiens hos Påve Pius XII. Tunell verkade i sin senare karriär huvudsakligen som sångpedagog.